# Вулиця Беспалова
Вулиця Беспалова (крим. Bespalova soqağı) — вулиця в Київському районі міста Сімферополь. Названа на честь радянського НКВСника та міліціонера Сергія Беспалова, історична назва — Алуштинське шосе.

## Опис
Загальна протяжність вулиці становить 4.8 км.
Пролягає від перехрестя з вулицею Воровського та проспектом Вернадського на площі Радянської Конституції до кордону міста, де переходить у вулицю Цегляну в селі Курчи (Українка).
Прилучаються вулиці Курортна, Алуштинська, Першотравнева, Гончарова, Кусакіна, Миру, Рилєєва, Генерала Родіонова, Ялтинське шосе, Сімферопольська, Носенка, Волошинових, Народна, Чекістів, Промислова, Джерельна, Багратіона, Григоренка, Костеріна, Мектеп, Орта, Джамі, Глинна, провулки Гурзуфський, Інститутський, Гудроний і Алуштинський.
Транспорт: автобуси № 88 та 96.
На вулиці розташована туристична база «Таврія», школа № 8, школа № 28, студмістечко ТНУ, сквер біля студмістечка, ринок «Мар'їнський», лікарняне містечко: Кримська республіканська установа «Онкологічний клінічний диспансер імені В. М. Єфетова», цегельний завод.

## Історія
Вулиця з'явилася як продовження Алуштинської вулиці під назвою Алуштинське шосе, і була основною дорогою на Алушту.
У 1953 році для будівельників греблі Сімферопольського водосховища почав будуватися район Стройка, і шосе стало одною з вулиць нового району.
Паралельно з'явилася вулиця Ялтинська (сучасний проспект Вернадського), і саме нею у 1959 році була прокладена нова тролейбусна траса до Алушти. Біля Лікарняного містечка дві дороги майже з'єднуються одна з одною, а далі вулиця сучасна Беспалова йде праворуч, до села Курчи. Колись основна дорога проходила прямо, зараз тут йде вулиця до автошляху М 18, що зберегла свою старовинну назву Ялтинське шосе.
У 1959 році, з включенням до складу міста села Мар'їне, вулиця продовжилася далі на південь.
30 жовтня 1962 року Алуштинське шосе рішенням Сімферопольського міськвиконкому було перейменовано на вулицю Беспалова, на честь радянського НКВСника та міліціонера Сергія Беспалова, що загинув у 1953 році у гонитві та перестрілці з кримінальниками-викрадачами білизни, що брали участь у будівництві греблі.
Під час Другої світової війни Беспалов, «Бувши старшим оперуповноваженим СМЕРШу флотилії, провів велику роботу з очищення частин від антирадянського і контрреволюційного елемента», як сказано в нагородному листі до ордена Червоної Зірки, який він отримав в листопаді 1945-го року.
З включенням у склад міста села Кирпичне 31 серпня 1989 року вулиця набула свого сучасного вигляду.
28 квітня 2018 року російська окупаційна влада відкрила пам'ятник Беспалову біля будинку № 103.

## Галерея

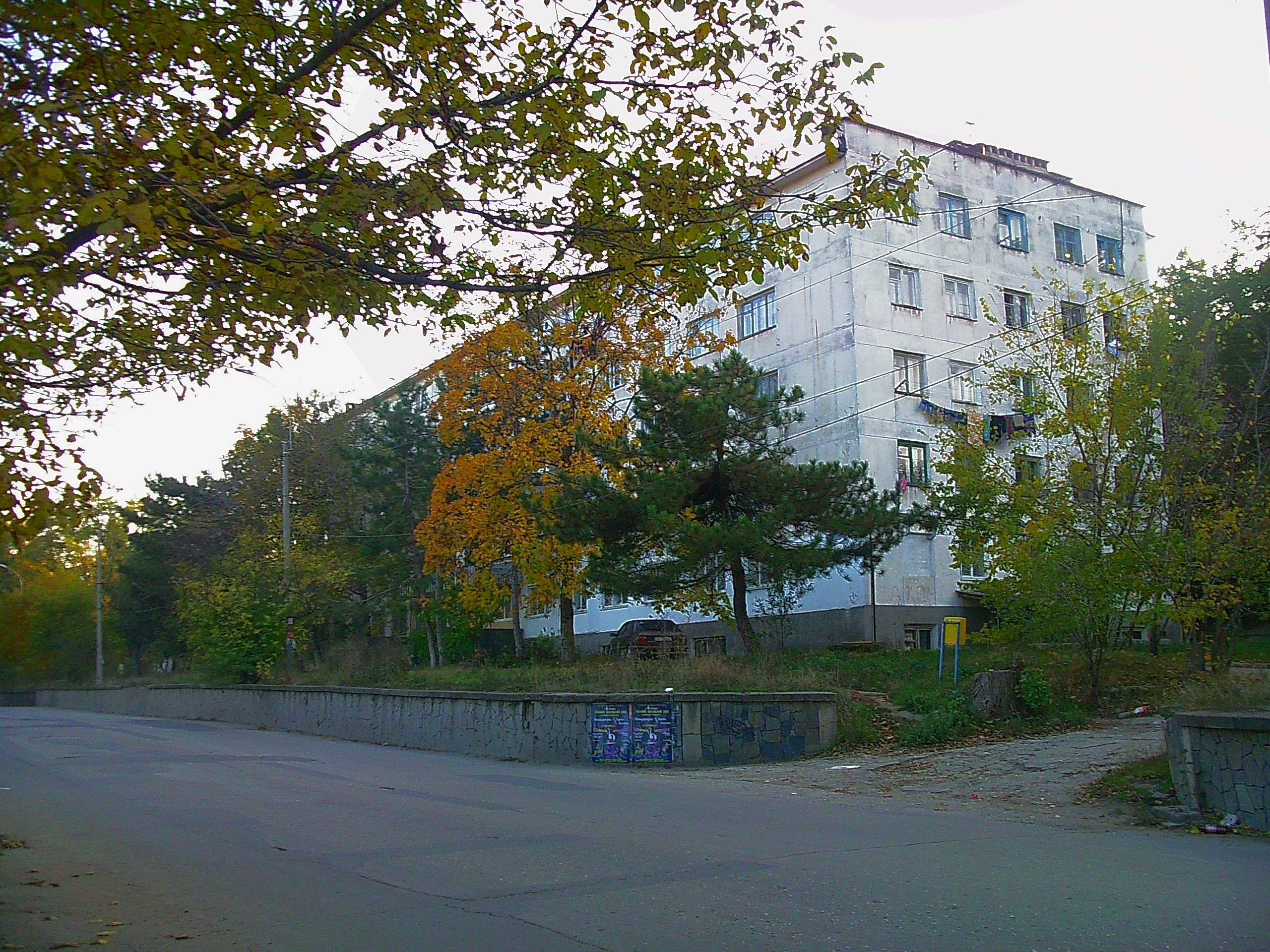
Гуртожиток, № 31А
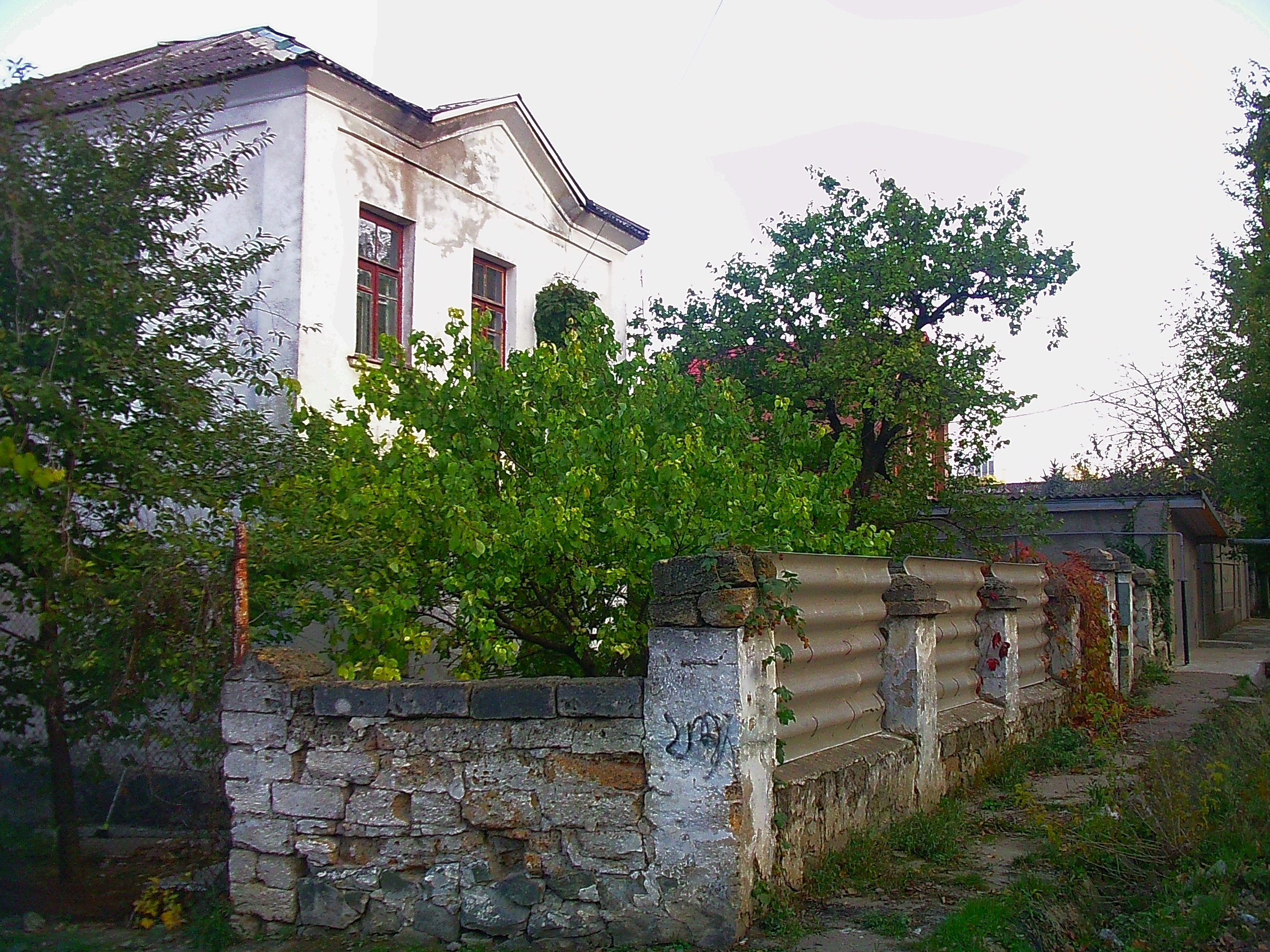
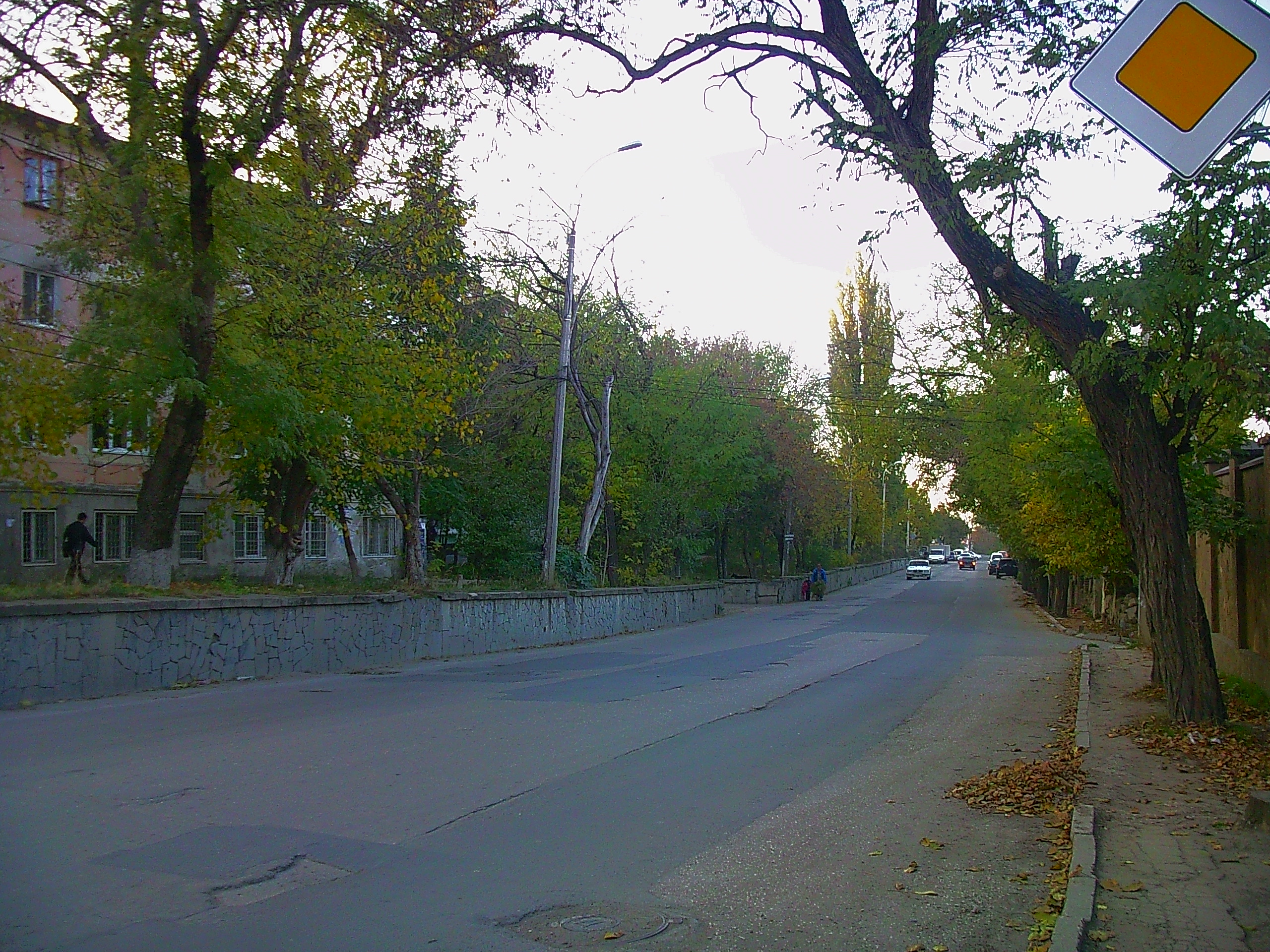
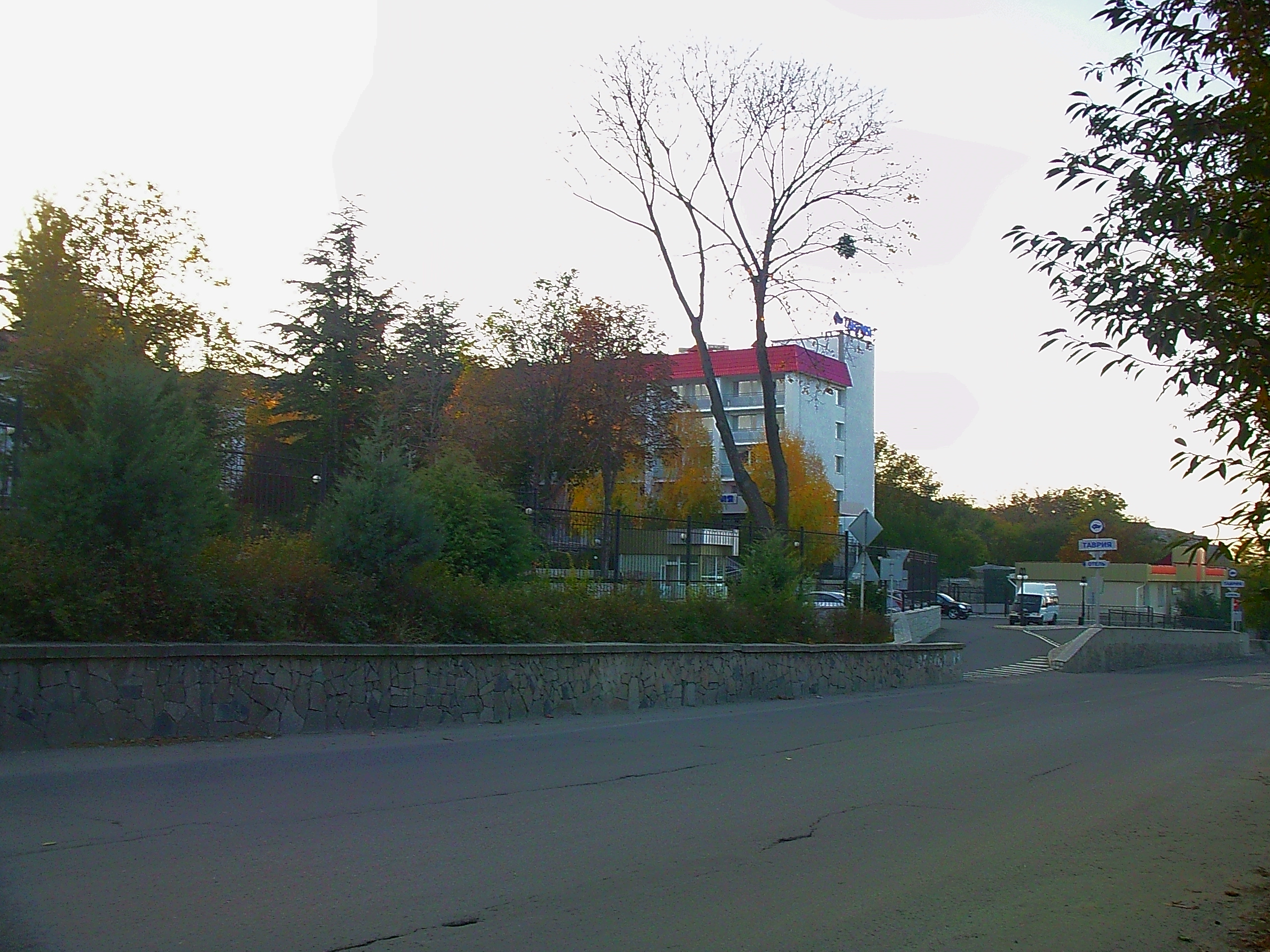
Готель Таврія, № 21
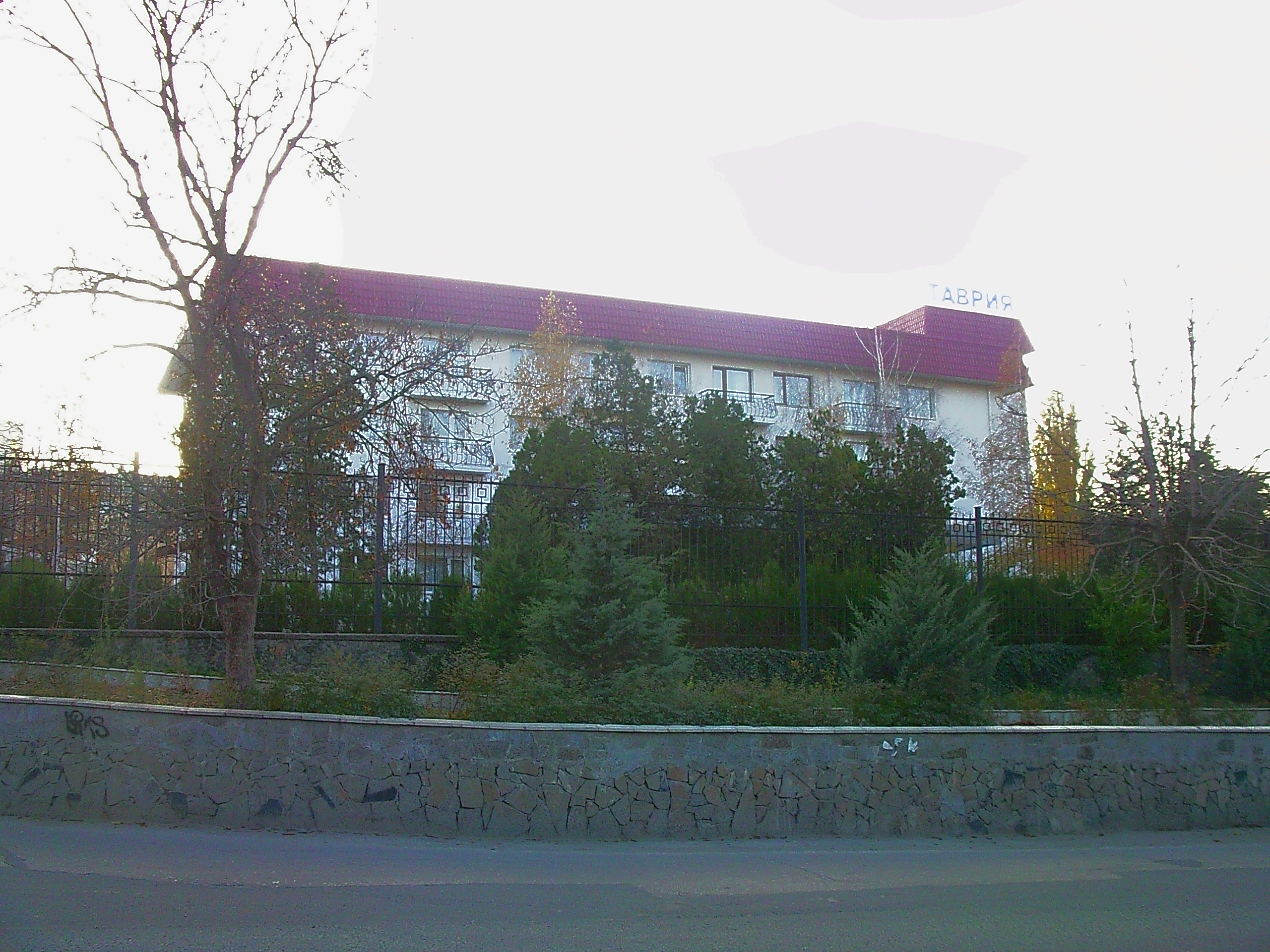
Готель Таврія, № 21
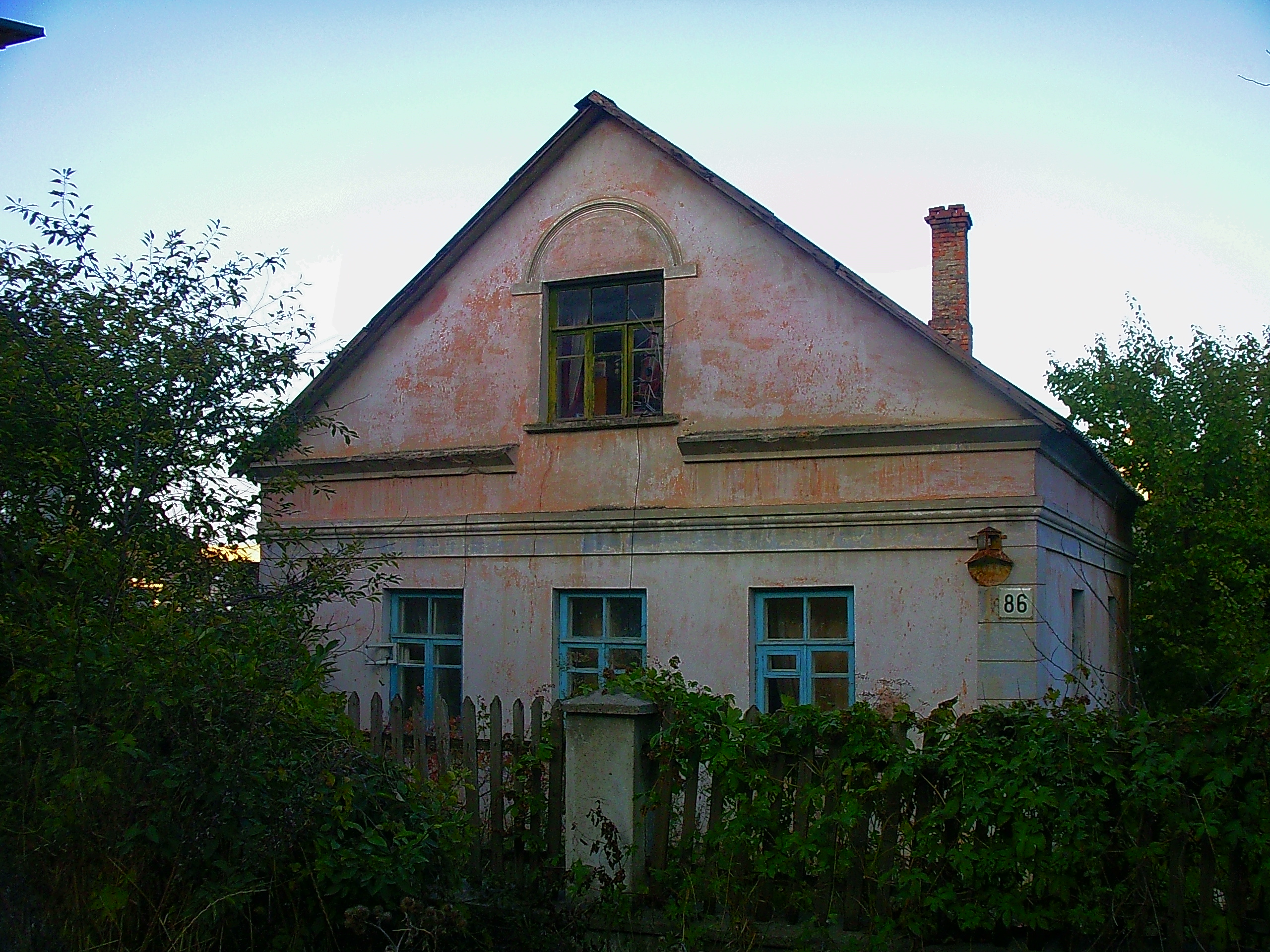
№ 86
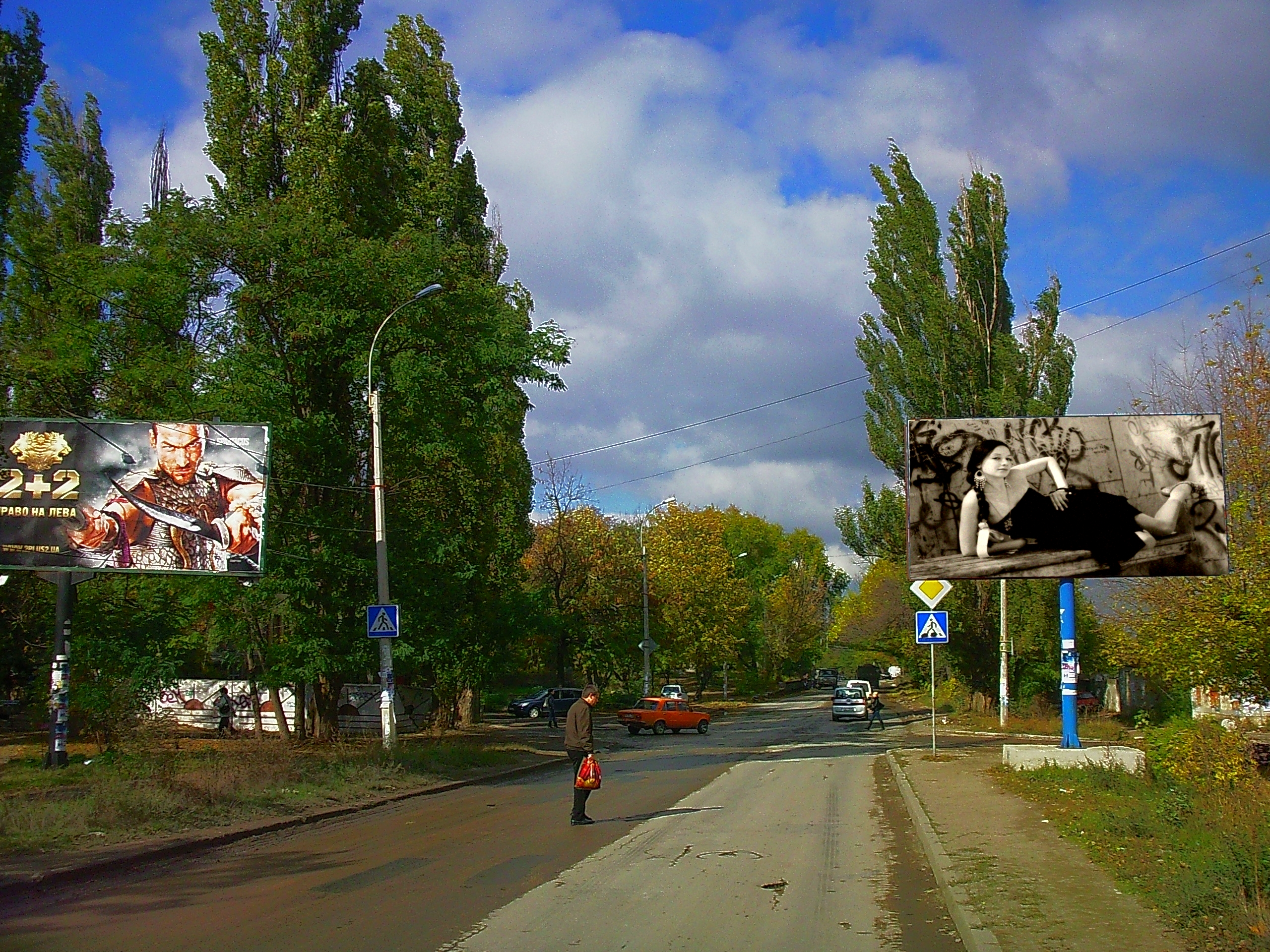
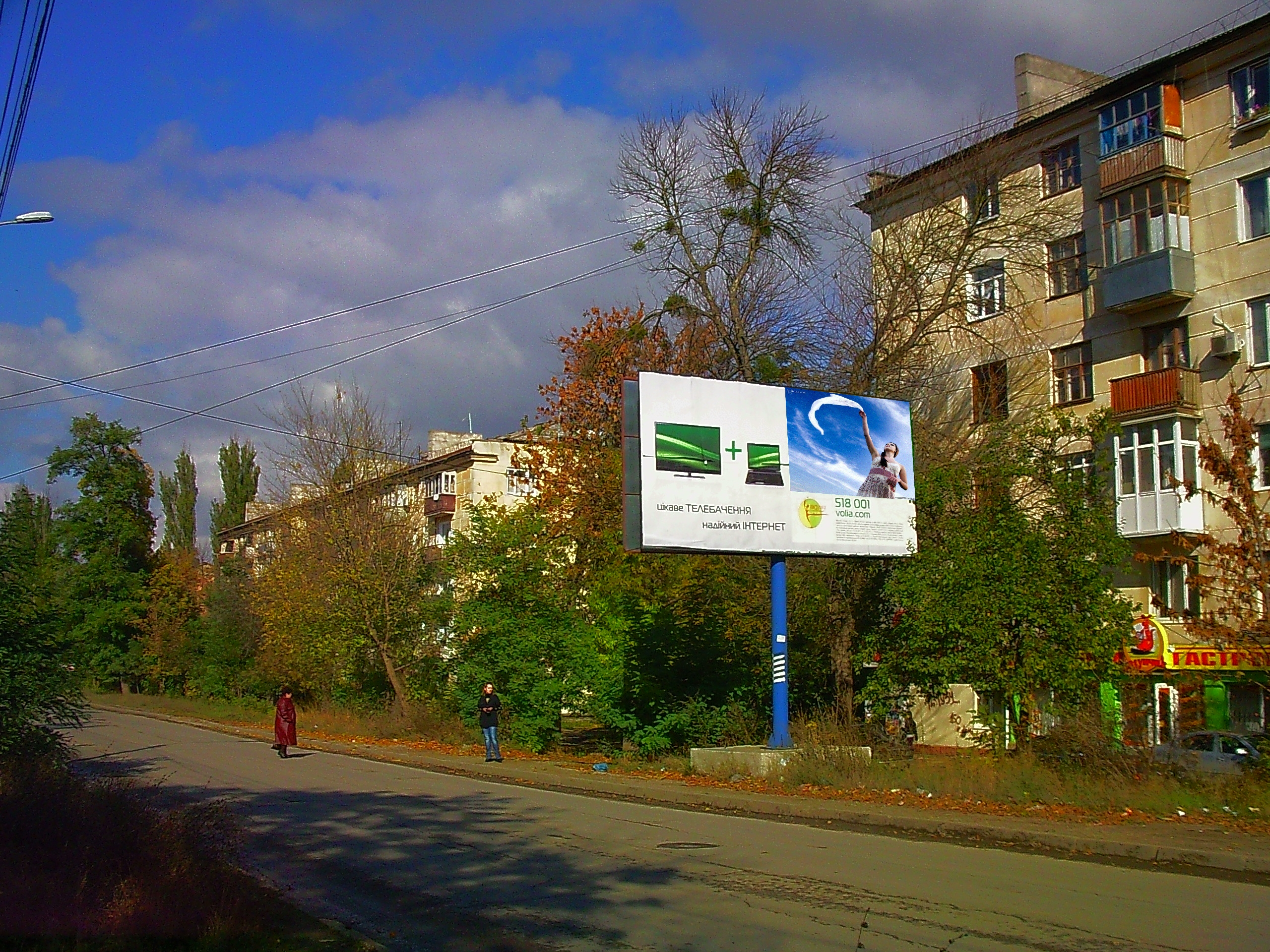

## Рекомендована література
- Поляков В. Е. Улицы Симферополя. — Симферополь: Таврида, 1994.
- В. А. Широков «Симферополь. Улицы и дома рассказывают: История Симферополя».